# Jim Hall (musicus)
James Stanley Hall (Buffalo, 4 december 1930 – New York, 10 december 2013) was een Amerikaanse jazzgitarist, componist en arrangeur. Hij was een virtuoos op de elektrische gitaar. Tijdens zijn lange carrière speelde hij met grote namen uit de jazz, waaronder zangeres Ella Fitzgerald, pianist Bill Evans, saxofonist/klarinettist Jimmy Giuffre, Saxofonist Paul Desmond, pianist Michel Petrucciani, en collega-gitaristen Pat Metheny, Bill Frisell en John Scofield. Hij bleef actief tot kort voor zijn dood.

## Biografie
Hall groeide op in Cleveland (Ohio). Hij begon met gitaarspelen op zijn tiende en was als tiener reeds beroepsmusicus. Een van zijn vroege invloeden was Charlie Christian. Hij volgde lessen muziektheorie en piano aan het Cleveland Institute of Music in het begin van de jaren 1950 en nam gitaarles in Los Angeles, waar hij met het cool jazz-kwintet van drummer Chico Hamilton werkte. 
In 1957 nam hij een eerste album op als leider, Jazz Guitar. De volgende jaren speelde hij in het trio van Jimmy Giuffre. In de jaren 1960 was hij vooral actief als freelancer en was onder meer te horen met Sonny Rollins, Ella Fitzgerald, Bill Evans, Lee Konitz en Ben Webster. In 1965 trouwde hij met Jane, die hem zou overleven. Zij kregen een dochter, Devra, die later zijn manager werd.
Hall vestigde zich in die periode in New York. Hij vormde er een trio met pianist Tommy Flanagan en bassist Ron Carter en leidde ook een groep samen met trompettist Art Farmer. Hij speelde ook een tijdje in de vaste band van het tv-programma The Merv Griffin Show. Hij nam onder meer platen op met Bill Evans en Ron Carter, evenals het livealbum Jim Hall Live! (1975).
In 1981 nam hij een plaat op met pianist George Shearing en de klassiek violist Itzhak Perlman. Hij leidde in de jaren 1980 en 1990 diverse formaties waarin onder meer pianisten Gil Goldstein en Larry Goldings, saxofonist Chris Potter en drummer Bill Stewart speelden. Hij trad in 1986 op in het Montreux Jazz Festival aan de zijde van pianist Michel Petrucciani en saxofonist Wayne Shorter. 
In 1991 speelde hij vier duo-concerten met Pat Metheny en met hem vormde hij een kwartet waarin ook saxofonist Joe Lovano speelde. In 1994 nam hij Dedications & Inspirations op, een album dat hij volledig solo vol speelde met voornamelijk eigen composities. Hij gaf ook les in New York (1990-1995) en schreef een leerboek Exploring Jazz Guitar (1991).
In 2001 nam hij Jim Hall & Basses op, een album met duetten van hemzelf met uitsluitend bassisten: Scott Colley, Charlie Haden, Dave Holland, George Mraz en Christian McBride.
Hall bleef optreden en componeren op latere leeftijd ondanks toenemende gezondheidsproblemen. Hij stierf op 10 december 2013 in zijn woning in New York op 83-jarige leeftijd. In augustus 2013 trad hij nog op tijdens het Newport Jazz Festival met zijn trio (Scott Colley, bas en Lewis Nash, drums) en de jonge gitarist Julian Lage.

## Discografie (selectie)
- Undercurrent (Blue Note, 1962) met Bill Evans
- Alone Together, 1972, duo met Ron Carter
- Concierto (CTI, 1975) met Chet Baker, Paul Desmond, Sir Roland Hanna, Ron Carter, Steve Gadd
- Live at the North Sea Festival (Challenge, 1979) met Bob Brookmeyer
- Dedications & Inspirations (Telarc, 1993), solo-album
- Textures (Telarc, 1996)
- JAZZPAR Quartet + 4 (Storyville, 1998)
- Jim Hall & Pat Metheny (1999)
- Gland Slam: Live at the Regattabar (Telarc, 2000)
- Jim Hall & Basses (Telarc, 2001)